# برايان كينيدي (سياسي)
برايان كينيدي (بالإنجليزية: Brian Kennedy)‏ هو سياسي أمريكي، ولد في 1964. حزبياً، نشط في الحزب الجمهوري.